# Xã Sagamore Hills, Quận Summit, Ohio
Xã Sagamore Hills (tiếng Anh: Sagamore Hills Township) là một xã thuộc quận Summit, tiểu bang Ohio, Hoa Kỳ. Năm 2010, dân số của xã này là 10.947 người.